# 파멜라 바흐
패멀라 바크(Pamela Ann Weissenbach, 영어 발음: /ˈbɑːk/, 1963년 10월 16일 ~ 2025년 3월 5일)는 미국의 배우, 모델, 영화 제작자, 기업가이다.

## 출연 작품

### 영화
- 공포의 약속 (1985, Appointment with Fear)
- 비버리 힐스의 두 사나이 (1989, Nudity Required)
- More than Puppy Love (2002)

### 텔레비전
- 전격 Z작전 (1985)
- SOS 해상 구조대 (1991)
- 더 영 앤 더 레스트리스 (1994)